# Nils Johan Semb
Nils Johan Semb (Borge, 24 februari 1959) is een voetbaltrainer uit Noorwegen, die vijf jaar bondscoach was van het Noors voetbalelftal (1998-2003) en de nationale selectie naar het EK voetbal 2000 leidde in België en Nederland. Hij had de ploeg in totaal 68 duels onder zijn hoede.
Semb volgde Egil "Drillo" Olsen op na het WK voetbal 1998 nadat hij al zeven jaar diens assistent was geweest. Na hevige kritiek in de Noorse pers vanwege de behoudende speelstijl van de nationale ploeg trad hij terug op 20 november 2003, nadat Noorwegen in de kwalificatieplay-offs voor het EK voetbal 2004 was uitgeschakeld door Spanje. Semb werd opgevolgd door Åge Hareide.
| Interlands Noorwegen onder leiding van Nils Johan Semb | Interlands Noorwegen onder leiding van Nils Johan Semb | Interlands Noorwegen onder leiding van Nils Johan Semb | Interlands Noorwegen onder leiding van Nils Johan Semb | Interlands Noorwegen onder leiding van Nils Johan Semb | Interlands Noorwegen onder leiding van Nils Johan Semb |
| №                                                      | Datum                                                  | Thuisploeg                                             | Uitslag                                                | Uitploeg                                               | Competitie                                             |
| ------------------------------------------------------ | ------------------------------------------------------ | ------------------------------------------------------ | ------------------------------------------------------ | ------------------------------------------------------ | ------------------------------------------------------ |
| 1                                                      | 19.08.1998                                             | Noorwegen                                              | 0 – 0                                                  | Roemenië                                               | Vriendschappelijk                                      |
| 2                                                      | 06.09.1998                                             | Noorwegen                                              | 1 – 3                                                  | Letland                                                | EK-kwalificatie                                        |
| 3                                                      | 10.10.1998                                             | Slovenië                                               | 1 – 2                                                  | Noorwegen                                              | EK-kwalificatie                                        |
| 4                                                      | 14.10.1998                                             | Noorwegen                                              | 2 – 2                                                  | Albanië                                                | EK-kwalificatie                                        |
| 5                                                      | 18.11.1998                                             | Egypte                                                 | 1 – 1                                                  | Noorwegen                                              | Vriendschappelijk                                      |
| 6                                                      | 20.01.1999                                             | Israël                                                 | 0 – 1                                                  | Noorwegen                                              | Vriendschappelijk                                      |
| 7                                                      | 22.01.1999                                             | Estland                                                | 3 – 3                                                  | Noorwegen                                              | Vriendschappelijk                                      |
| 8                                                      | 10.02.1999                                             | Italië                                                 | 0 – 0                                                  | Noorwegen                                              | Vriendschappelijk                                      |
| 9                                                      | 27.03.1999                                             | Griekenland                                            | 0 – 2                                                  | Noorwegen                                              | EK-kwalificatie                                        |
| 10                                                     | 28.04.1999                                             | Georgië                                                | 1 – 4                                                  | Noorwegen                                              | EK-kwalificatie                                        |
| 11                                                     | 20.05.1999                                             | Noorwegen                                              | 6 – 0                                                  | Jamaica                                                | Vriendschappelijk                                      |
| 12                                                     | 30.05.1999                                             | Noorwegen                                              | 1 – 0                                                  | Georgië                                                | EK-kwalificatie                                        |
| 13                                                     | 05.06.1999                                             | Albanië                                                | 1 – 2                                                  | Noorwegen                                              | EK-kwalificatie                                        |
| 14                                                     | 18.08.1999                                             | Noorwegen                                              | 1 – 0                                                  | Litouwen                                               | Vriendschappelijk                                      |
| 15                                                     | 04.09.1999                                             | Noorwegen                                              | 1 – 0                                                  | Griekenland                                            | EK-kwalificatie                                        |
| 16                                                     | 08.09.1999                                             | Noorwegen                                              | 4 – 0                                                  | Slovenië                                               | EK-kwalificatie                                        |
| 17                                                     | 09.10.1999                                             | Letland                                                | 1 – 2                                                  | Noorwegen                                              | EK-kwalificatie                                        |
| 18                                                     | 14.11.1999                                             | Noorwegen                                              | 0 – 1                                                  | Duitsland                                              | Vriendschappelijk                                      |
| 19                                                     | 31.01.2000                                             | IJsland                                                | 0 – 0                                                  | Noorwegen                                              | Nordic Cup                                             |
| 20                                                     | 02.02.2000                                             | Denemarken                                             | 2 – 4                                                  | Noorwegen                                              | Nordic Cup                                             |
| 21                                                     | 04.02.2000                                             | Noorwegen                                              | 1 – 1                                                  | Zweden                                                 | Nordic Cup                                             |
| 22                                                     | 23.02.2000                                             | Turkije                                                | 0 – 2                                                  | Noorwegen                                              | Vriendschappelijk                                      |
| 23                                                     | 29.03.2000                                             | Zwitserland                                            | 2 – 2                                                  | Noorwegen                                              | Vriendschappelijk                                      |
| 24                                                     | 26.04.2000                                             | Noorwegen                                              | 0 – 2                                                  | België                                                 | Vriendschappelijk                                      |
| 25                                                     | 27.05.2000                                             | Noorwegen                                              | 2 – 0                                                  | Slowakije                                              | Vriendschappelijk                                      |
| 26                                                     | 03.06.2000                                             | Noorwegen                                              | 1 – 0                                                  | Italië                                                 | Vriendschappelijk                                      |
| 27                                                     | 13.06.2000                                             | Noorwegen                                              | 1 – 0                                                  | Spanje                                                 | EK-eindronde                                           |
| 28                                                     | 18.06.2000                                             | Noorwegen                                              | 0 – 1                                                  | Joegoslavië                                            | EK-eindronde                                           |
| 29                                                     | 21.06.2000                                             | Noorwegen                                              | 0 – 0                                                  | Slovenië                                               | EK-eindronde                                           |
| 30                                                     | 16.08.2000                                             | Finland                                                | 3 – 1                                                  | Noorwegen                                              | Nordic Cup                                             |
| 31                                                     | 02.09.2000                                             | Noorwegen                                              | 0 – 0                                                  | Armenië                                                | WK-kwalificatie                                        |
| 32                                                     | 07.10.2000                                             | Wales                                                  | 1 – 1                                                  | Noorwegen                                              | WK-kwalificatie                                        |
| 33                                                     | 11.10.2000                                             | Noorwegen                                              | 0 – 1                                                  | Oekraïne                                               | WK-kwalificatie                                        |
| 34                                                     | 24.01.2001                                             | Noorwegen                                              | 3 – 2                                                  | Zuid-Korea                                             | Vriendschappelijk                                      |
| 35                                                     | 28.02.2001                                             | Noord-Ierland                                          | 0 – 4                                                  | Noorwegen                                              | Vriendschappelijk                                      |
| 36                                                     | 24.03.2001                                             | Noorwegen                                              | 2 – 3                                                  | Polen                                                  | WK-kwalificatie                                        |
| 37                                                     | 28.03.2001                                             | Wit-Rusland                                            | 2 – 1                                                  | Noorwegen                                              | WK-kwalificatie                                        |
| 38                                                     | 25.04.2001                                             | Noorwegen                                              | 2 – 1                                                  | Bulgarije                                              | Vriendschappelijk                                      |
| 39                                                     | 02.06.2001                                             | Oekraïne                                               | 0 – 0                                                  | Noorwegen                                              | WK-kwalificatie                                        |
| 40                                                     | 06.06.2001                                             | Noorwegen                                              | 1 – 1                                                  | Wit-Rusland                                            | WK-kwalificatie                                        |
| 41                                                     | 15.08.2001                                             | Noorwegen                                              | 1 – 1                                                  | Turkije                                                | Vriendschappelijk                                      |
| 42                                                     | 01.09.2001                                             | Polen                                                  | 3 – 0                                                  | Noorwegen                                              | WK-kwalificatie                                        |
| 43                                                     | 05.09.2001                                             | Noorwegen                                              | 3 – 2                                                  | Wales                                                  | WK-kwalificatie                                        |
| 44                                                     | 06.10.2001                                             | Armenië                                                | 1 – 4                                                  | Noorwegen                                              | WK-kwalificatie                                        |
| 45                                                     | 13.02.2002                                             | België                                                 | 1 – 0                                                  | Noorwegen                                              | Vriendschappelijk                                      |
| 46                                                     | 27.03.2002                                             | Tunesië                                                | 0 – 0                                                  | Noorwegen                                              | Vriendschappelijk                                      |
| 47                                                     | 17.04.2002                                             | Noorwegen                                              | 0 – 0                                                  | Zweden                                                 | Vriendschappelijk                                      |
| 48                                                     | 14.05.2002                                             | Noorwegen                                              | 3 – 0                                                  | Japan                                                  | Vriendschappelijk                                      |
| 49                                                     | 22.05.2002                                             | Noorwegen                                              | 1 – 1                                                  | IJsland                                                | Vriendschappelijk                                      |
| 50                                                     | 21.08.2002                                             | Noorwegen                                              | 0 – 1                                                  | Nederland                                              | Vriendschappelijk                                      |
| 51                                                     | 07.09.2002                                             | Noorwegen                                              | 2 – 2                                                  | Denemarken                                             | EK-kwalificatie                                        |
| 52                                                     | 12.10.2002                                             | Roemenië                                               | 0 – 1                                                  | Noorwegen                                              | EK-kwalificatie                                        |
| 53                                                     | 16.10.2002                                             | Noorwegen                                              | 2 – 0                                                  | Bosnië en Herzegovina                                  | EK-kwalificatie                                        |
| 54                                                     | 20.11.2002                                             | Oostenrijk                                             | 0 – 1                                                  | Noorwegen                                              | Vriendschappelijk                                      |
| 55                                                     | 26.01.2003                                             | Verenigde Arabische Emiraten                           | 1 – 1                                                  | Noorwegen                                              | Vriendschappelijk                                      |
| 56                                                     | 28.01.2003                                             | Oman                                                   | 1 – 2                                                  | Noorwegen                                              | Vriendschappelijk                                      |
| 57                                                     | 12.02.2003                                             | Griekenland                                            | 1 – 0                                                  | Noorwegen                                              | Vriendschappelijk                                      |
| 58                                                     | 02.04.2003                                             | Luxemburg                                              | 0 – 2                                                  | Noorwegen                                              | EK-kwalificatie                                        |
| 59                                                     | 30.04.2003                                             | Ierland                                                | 1 – 0                                                  | Noorwegen                                              | Vriendschappelijk                                      |
| 60                                                     | 22.05.2003                                             | Noorwegen                                              | 2 – 0                                                  | Finland                                                | Vriendschappelijk                                      |
| 61                                                     | 07.06.2003                                             | Denemarken                                             | 1 – 0                                                  | Noorwegen                                              | EK-kwalificatie                                        |
| 62                                                     | 11.06.2003                                             | Noorwegen                                              | 1 – 1                                                  | Roemenië                                               | EK-kwalificatie                                        |
| 63                                                     | 20.08.2003                                             | Noorwegen                                              | 0 – 0                                                  | Schotland                                              | Vriendschappelijk                                      |
| 64                                                     | 06.09.2003                                             | Bosnië en Herzegovina                                  | 1 – 0                                                  | Noorwegen                                              | EK-kwalificatie                                        |
| 65                                                     | 10.09.2003                                             | Noorwegen                                              | 0 – 1                                                  | Portugal                                               | Vriendschappelijk                                      |
| 66                                                     | 11.10.2003                                             | Noorwegen                                              | 1 – 0                                                  | Luxemburg                                              | EK-kwalificatie                                        |
| 67                                                     | 15.11.2003                                             | Spanje                                                 | 2 – 1                                                  | Noorwegen                                              | EK-kwalificatie                                        |
| 68                                                     | 19.11.2003                                             | Noorwegen                                              | 0 – 3                                                  | Spanje                                                 | EK-kwalificatie                                        |